# Museu d'Història Natural de Londres
El Museu d'Història Natural (Natural History Museum en anglès) és un dels tres grans museus en Exhibition Road, South Kensington, Londres, Anglaterra (els altres són el Museu de la Ciència i el Victoria and Albert Museum). La seva façana principal és en Cromwell Road. El museu és una institució benemèrita exempta, i un organisme públic independent patrocinat pel Departament de Cultura, Mitjans de Comunicació i Esport.
El museu és la seu d'espècimens de ciències de la vida i de la terra que comprenen aproximadament 70 milions d'elements dins dels cinc principals col·leccions: Botànica, Entomologia, Mineralogia, Paleontologia i Zoologia. A 1898 el Museu va contractar Dorothea Bate (19 anys) pel departament de Zoologia on va treballar, fent múltiples treballs de camp a les illes de la Mediterrània, classificant fòssils, durant 50 anys. El museu és un renomemat centre mundial de recerca, especialitzat en taxonomia, identificació i conservació. Donada l'edat de la institució, moltes de les col·leccions tenen gran valor històric així com científic, com espècimens recollits per Darwin. La Biblioteca del Museu d'Història Natural conté col·leccions extenses de llibres, diaris, manuscrits i d'obres d'art relacionades amb el treball i la investigació dels departaments científics. L'accés a la biblioteca és només per cita prèvia.
El museu és particularment famós per la seva exposició d'esquelets de dinosaures i arquitectura ornamentada - de vegades anomenada una catedral de la natura - exemplificats per l'enorme Diplodocus muntat que domina el gran rebedor central abovedat.
Originant-se a partir de col·leccions del Museu Britànic, l'emblemàtic edifici «Alfred Waterhouse» va ser construït i inaugurat el 1881, i posteriorment es va incorporar el Museu Geològic. El Centre Darwin és una addició recent, en part, concebut com una moderna instal·lació per emmagatzemar col·leccions valuoses.
Igual que altres museus nacionals finançats amb fons públics al Regne Unit, el Museu d'Història Natural no cobra cap quota d'entrada. El museu és una entitat benèfica exempta i un organisme públic no departamental patrocinat pel Departament de Cultura, Mitjans de Comunicació i Esport. La princesa de Gal·les és mecenes del museu. Hi ha aproximadament 850 treballadors al museu. Els dos grups estratègics més grans són el Grup de Participació Pública i el Grup Científic.

## Història

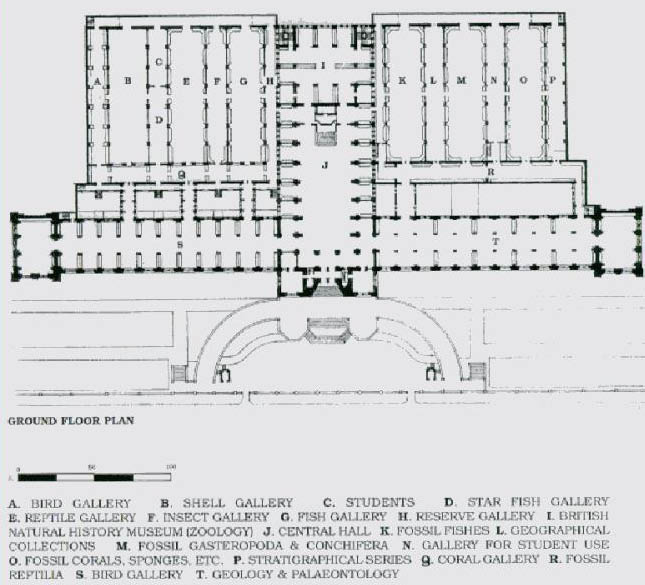
Un plànol de 1881 que mostra la disposició original del museu.
(Enllaç a plànols actuals).

La fundació de la col·lecció va ser la del metge de l'Ulster Sir Hans Sloane (1660–1753), que va permetre que el govern britànic comprés les seves importants col·leccions a un preu molt inferior al seu valor de mercat en aquell moment. Aquesta compra va ser finançada per una loteria. La col·lecció de Sloane, que incloïa plantes seques i esquelets d'animals i humans, es va allotjar inicialment a Montagu House, Bloomsbury, el 1756, que va ser la seu del Museu Britànic.
La major part de la col·lecció Sloane havia desaparegut a les primeres dècades del segle xix. El doctor George Shaw (Guardian de la història natural 1806–1813) va vendre molts exemplars al Royal College of Surgeons i va fer cremacions periòdiques de material al recinte del museu. Els seus successors també van sol·licitar als síndics permís per destruir exemplars en descomposició. L'any 1833, l'Informe Anual afirma que, dels 5.500 insectes que figuren al catàleg de Sloane, no en quedava cap. La incapacitat dels departaments d'història natural per conservar els seus exemplars es va fer notòria: Hisenda es va negar a confiar-li els exemplars recollits a costa del govern. Els nomenaments del personal estaven afectats pel favoritisme de cavallers; l'any 1862 un nebot de la mestressa d'un síndic va ser nomenat Auxiliar Entomològic tot i no saber la diferència entre una papallona i una arna.
JE Gray (Geeper of Zoology 1840–1874) es va queixar de la incidència de malalties mentals entre el personal: George Shaw va amenaçar de posar el peu sobre qualsevol closca que no aparegués en la 12a edició de Systema Naturae de Linnaeus; un altre havia retirat totes les etiquetes i números de registre dels casos entomològics disposats per un rival. L'enorme col·lecció del concòleg Hugh Cuming va ser adquirida pel museu, i la pròpia dona de Gray s'havia portat les safates obertes a través del pati en un vendaval: totes les etiquetes van volar. Es diu que aquesta col·lecció no s'ha recuperat mai.
El bibliotecari principal de l'època era Antonio Panizzi; el seu menyspreu pels departaments d'història natural i per la ciència en general era total. No es va animar el públic en general a visitar les exposicions d'història natural del museu. El 1835 davant un comitè selecte del Parlament, Sir Henry Ellis va dir que aquesta política estava totalment aprovada pel bibliotecari principal i els seus col·legues sèniors.
Moltes d'aquestes falles van ser corregides pel paléontòleg Richard Owen, nomenat superintendent dels departaments d'història natural del Museu Britànic el 1856. Els seus canvis van portar Bill Bryson a escriure que "en fer del Museu d'Història Natural una institució per a tothom, Owen va transformar les nostres expectatives sobre el que serveixen els museus".

### Planificació i arquitectura de nou edifici

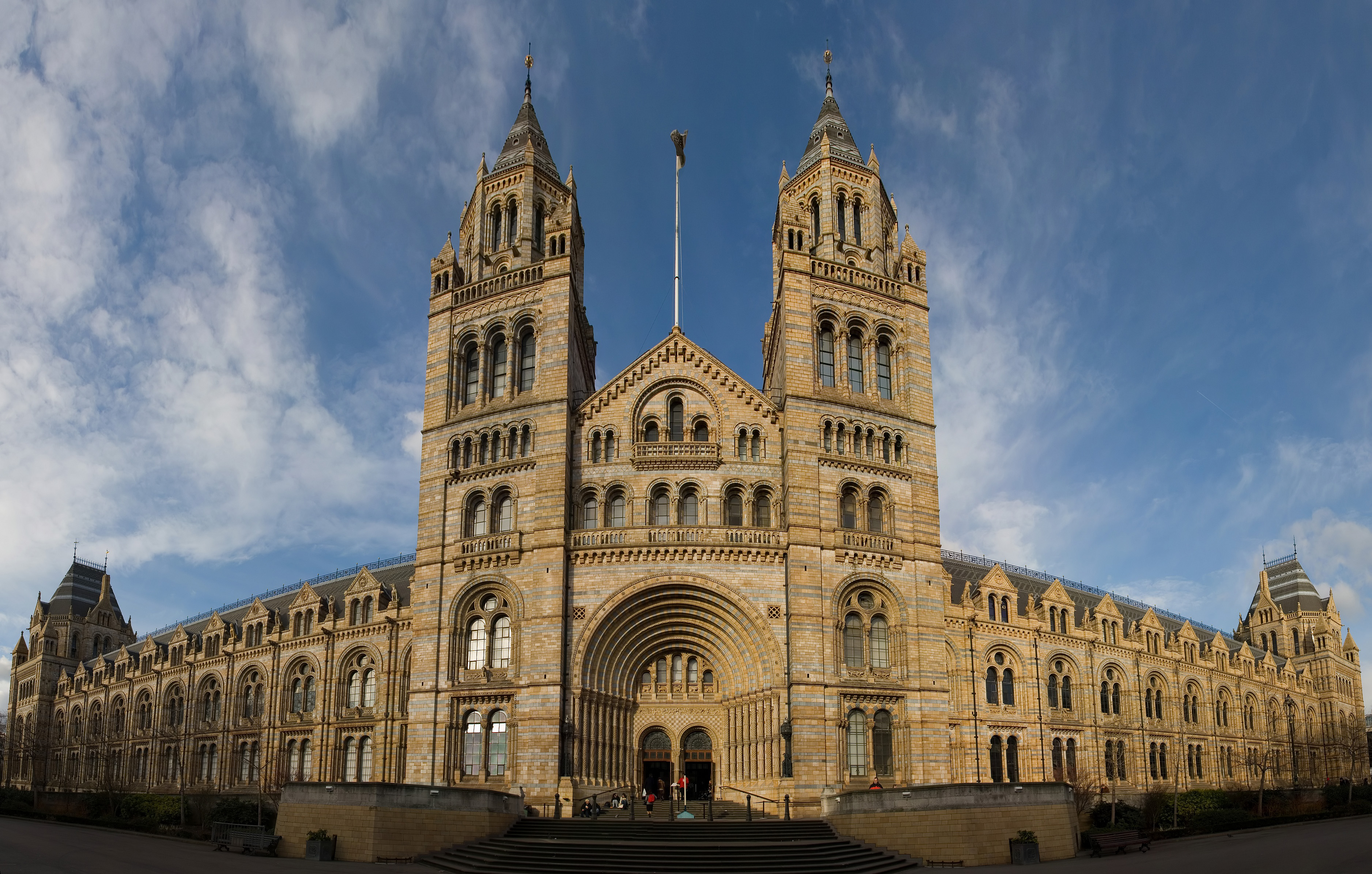
El Museu d'Història Natural, que es mostra aquí en gran angular, té una façana de terracota ornamentada de Gibbs i Canning típica de l'arquitectura victoriana alta. Les motllures de terracota representen la diversitat passada i present de la natura.

Owen va veure que els departaments d'història natural necessitaven més espai, i això implicava un edifici separat, ja que el lloc del Museu Britànic era limitat. Es van comprar terrenys a South Kensington i el 1864 es va celebrar un concurs per dissenyar el nou museu. El treball guanyador va ser presentat per l'enginyer civil capità Francis Fowke, que va morir poc després. L'esquema va ser assumit per Alfred Waterhouse que va revisar substancialment els plànols acordats i va dissenyar les façanes amb el seu mateix estil romànic idiosincràtic, inspirat en les seves freqüents visites al continent. Els plànols originals incloïen ales a banda i banda de l'edifici principal, però aquests plànols es van abandonar aviat per motius pressupostaris. L'espai que haurien ocupat ara l'ocupen les Galeries de la Terra i el Centre Darwin.

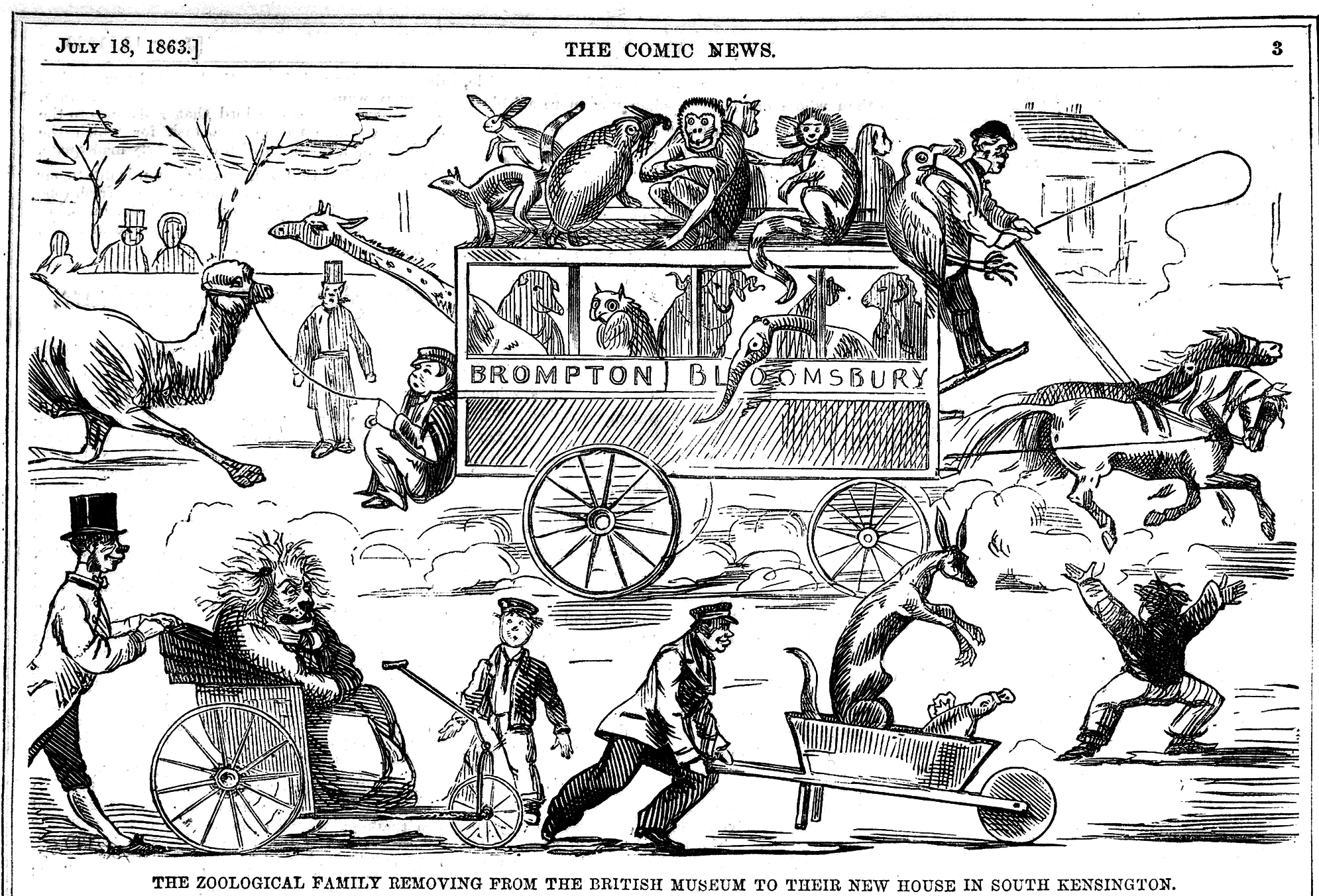
The Comic News informa sobre el moviment a South Kensington el 1863

Les obres van començar el 1873 i es van acabar el 1880. El nou museu es va obrir l'any 1881, tot i que el trasllat de l'antic museu no es va completar completament fins al 1883.
Tant els interiors com els exteriors de l'edifici Waterhouse fan un ús extensiu de rajoles de terracota arquitectònica per resistir l'atmosfera sutge del Londres victorià, fabricat per l'empresa de Tamworth de Gibbs and Canning. Les rajoles i els maons presenten moltes escultures en relleu de flora i fauna, amb espècies vives i extingides a les ales oest i est, respectivament. Aquesta separació explícita va ser a petició d'Owen, i s'ha vist com una declaració de la seva refutació contemporània de l'intent de Darwin de vincular les espècies actuals amb el passat mitjançant la teoria de la selecció natural. Tot i que Waterhouse va caure en algunes errors, com ara ratpenats entre els animals extints i una ammonita fòssil amb les espècies vives. Les escultures van ser produïdes a partir de models d'argila per un escultor francès establert a Londres, M Dujardin, treballant amb dibuixos preparats per l'arquitecte.
L'eix central del museu està alineat amb la torre de l'Imperial College de Londres (abans Imperial Institute) i el Royal Albert Hall i Albert Memorial més al nord. Tots ells formen part del complex conegut col·loquialment com Albertopolis.

### Separació del Museu Britànic

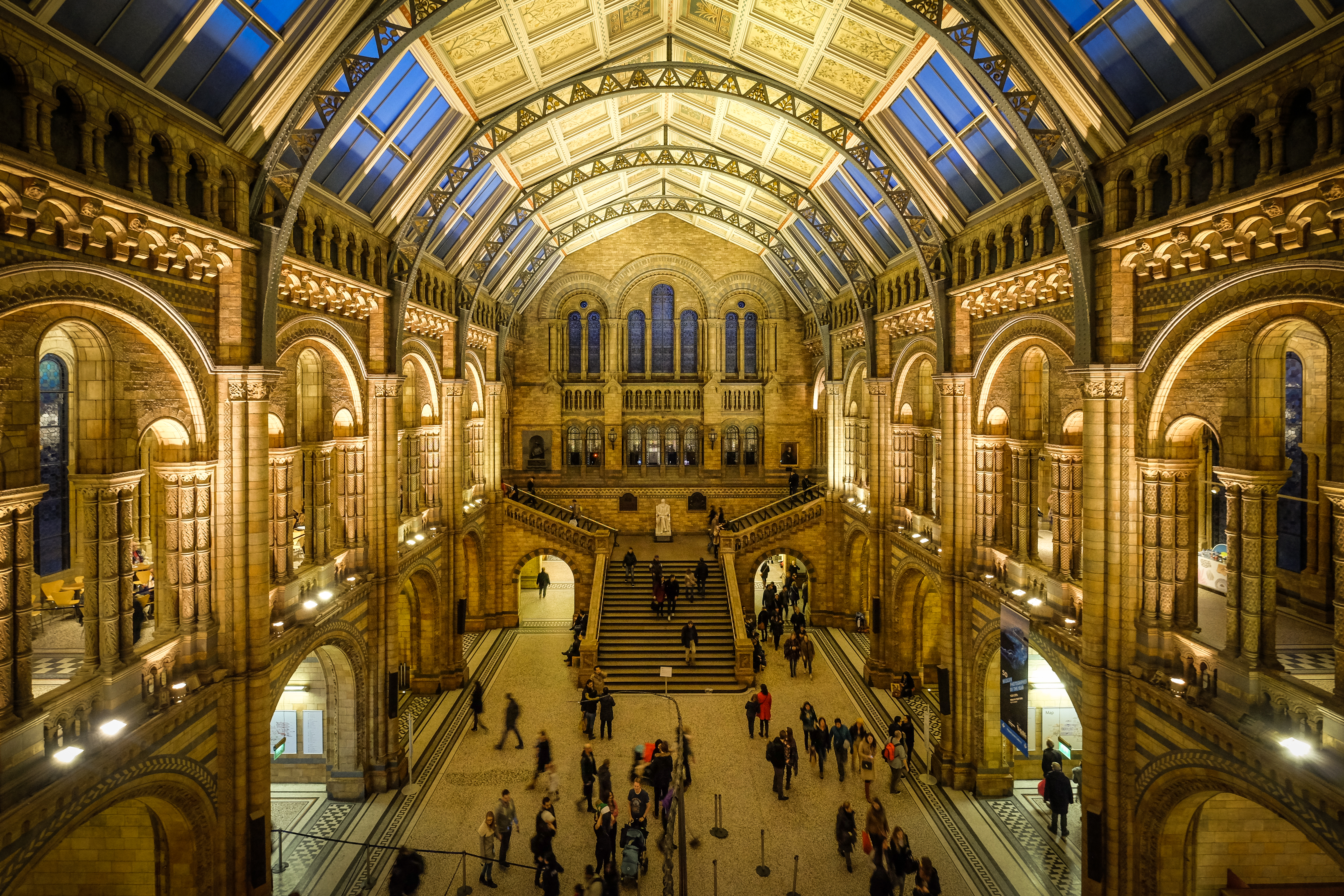
La sala central del museu

Fins i tot després de l'obertura, el Museu d'Història Natural va romandre legalment com un departament del Museu Britànic amb el nom formal Museu Britànic (Història Natural), normalment abreujat a la literatura científica com a BM(NH). El 1866 es va fer una petició al Ministre d'Hisenda, signada pels caps de les societats Royal Society, Societat Linneana de Londres i Societat Zoològica de Londres, així com naturalistes com Darwin, Wallace i Huxley, demanant que el museu tingués independència de la junta del Museu Britànic, i les discussions acalorades sobre el tema van continuar durant gairebé cent anys. Finalment, amb l'aprovació de la Llei del Museu Britànic de 1963, el Museu Britànic (Història Natural) es va convertir en un museu independent amb el seu mateix patronat, tot i que –malgrat una proposta d'esmena a la llei a la Cambra dels Lords– es va mantenir el nom anterior. L'any 1989, el museu es va canviar públicament com a Museu d'Història Natural i va deixar d'utilitzar el títol de British Museum (Història Natural) a la seva publicitat i als seus llibres per a lectors generals. Només amb la Llei de museus i galeries de 1992, el títol formal del museu finalment va canviar a Museu d'Història Natural.

### Museu Geològic
El 1985, el museu es va fusionar amb el Museu Geològic adjacent del Servei Geològic Britànic, que feia temps que competia per l'espai limitat disponible a la zona. El Museu Geològic es va fer famós mundialment per les exposicions que incloïen un model de volcà actiu i una màquina de terratrèmols (dissenyada per James Gardner), i va acollir la primera exposició millorada per ordinador del món (Tresures of the Earth). Les galeries del museu van ser totalment reconstruïdes i rellançades l'any 1996 com a The Earth Galleries, amb la resta d'exposicions a l'edifici Waterhouse retitulades The Life Galleries. Les exposicions de mineralogia del Museu d'Història Natural es mantenen pràcticament sense canvis com a exemple de les tècniques d'exhibició del segle xix de l'edifici Waterhouse.
El disseny de l'atri central de Neal Potter va superar la reticència dels visitants a visitar les galeries superiors portant-les a través d'un model de la Terra format per plaques aleatòries en una escala mecànica. El nou disseny va cobrir les parets amb pissarra reciclada i va posar amb sorra les principals estrelles i planetes a la paret. Les exposicions geològiques estrella del museu es mostren dins dels murs. Sis figures icòniques van ser el teló de fons per discutir com les generacions anteriors han vist la Terra. Posteriorment es van eliminar per fer lloc a un esquelet d'estegosaure que es va mostrar a finals de 2015.

### El Centre Darwin

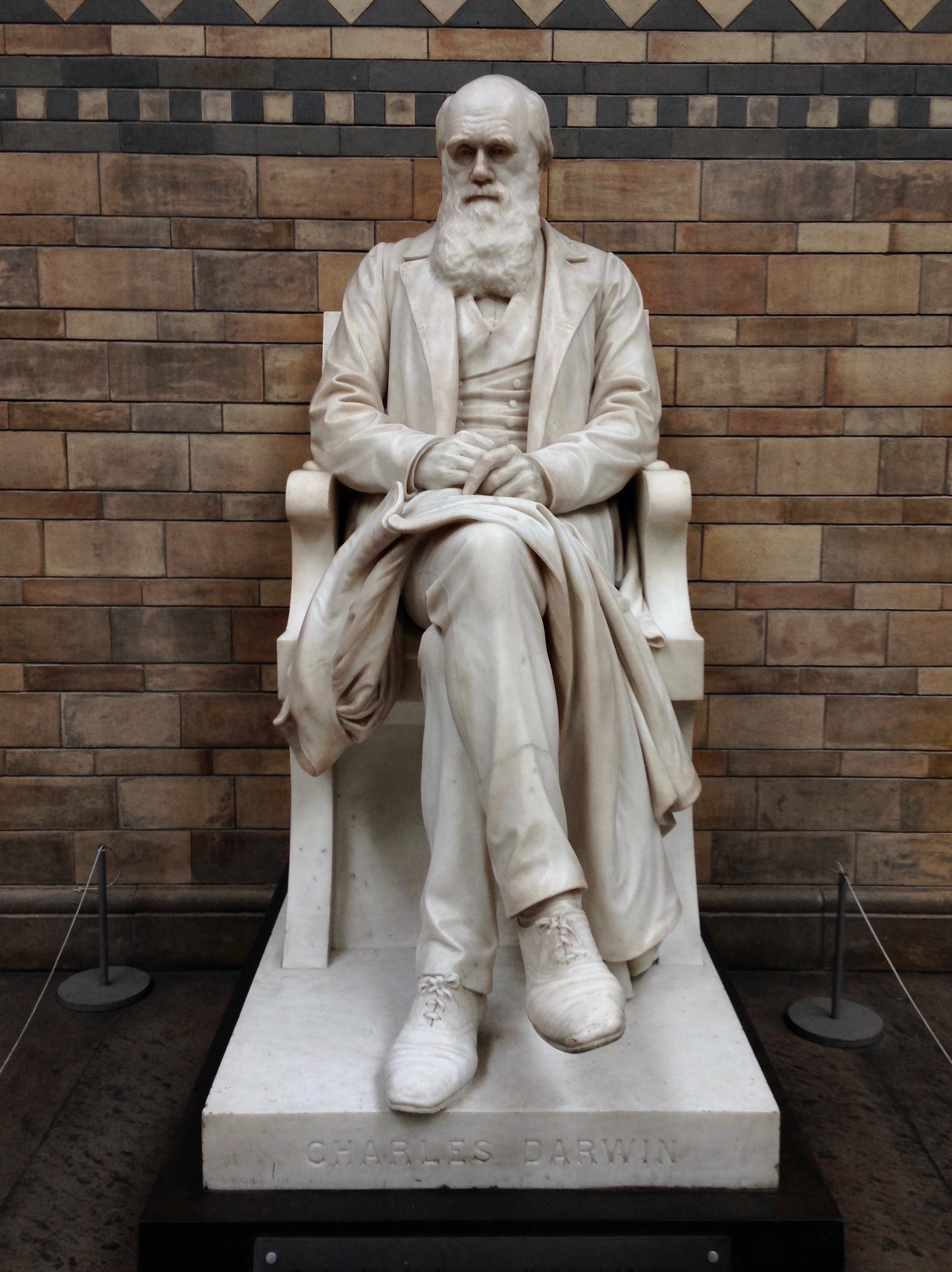
Estàtua de Charles Darwin de Sir Joseph Boehm, 1885, a la sala principal

El Centre Darwin (anomenat així en honor a Charles Darwin) va ser dissenyat com una nova seu per a la col·lecció del museu de desenes de milions d'exemplars conservats, així com nous espais de treball per al personal científic del museu i noves experiències educatives per als visitants. Construït en dues fases diferenciades, amb dos nous edificis adjacents a l'edifici principal de Waterhouse, és el nou projecte de desenvolupament més significatiu de la història del museu.
La primera fase del Darwin Center es va obrir al públic l'any 2002 i acull les col·leccions d'esperits del departament de zoològic: organismes conservats en etanol. La segona fase es va presentar el setembre de 2008 i es va obrir al públic en general el setembre de 2009. Va ser dissenyat per l'estudi d'arquitectura danès CF Møller Architects amb la forma d'un capoll gegant de vuit pisos i acull les col·leccions d'entomologia i botànica: les col·leccions seques. El públic pot visitar i visualitzar articles no exposats per una tarifa, reservant una de les diverses visites de Spirit Collection que s'ofereixen diàriament.
Sens dubte, la criatura més famosa del centre és el calamar gegant de 8,62 metres de llarg, anomenat afectuosament Archie.

### L'estudi d'Attenborough
Com a part de la missió del museu de comunicar l'educació científica i el treball de conservació, un nou estudi multimèdia forma una part important de la Fase 2 del Darwin Center. En col·laboració amb la Unitat d'Història Natural de la BBC (titular de l'arxiu més gran d'imatges d'història natural), l'Attenborough Studio, que porta el nom de l'emissora Sir David Attenborough, ofereix un entorn multimèdia per a esdeveniments educatius. L'estudi fa conferències i demostracions periòdiques, incloses xerrades gratuïtes els divendres, dissabtes i diumenges.

## Principals exemplars i exposicions

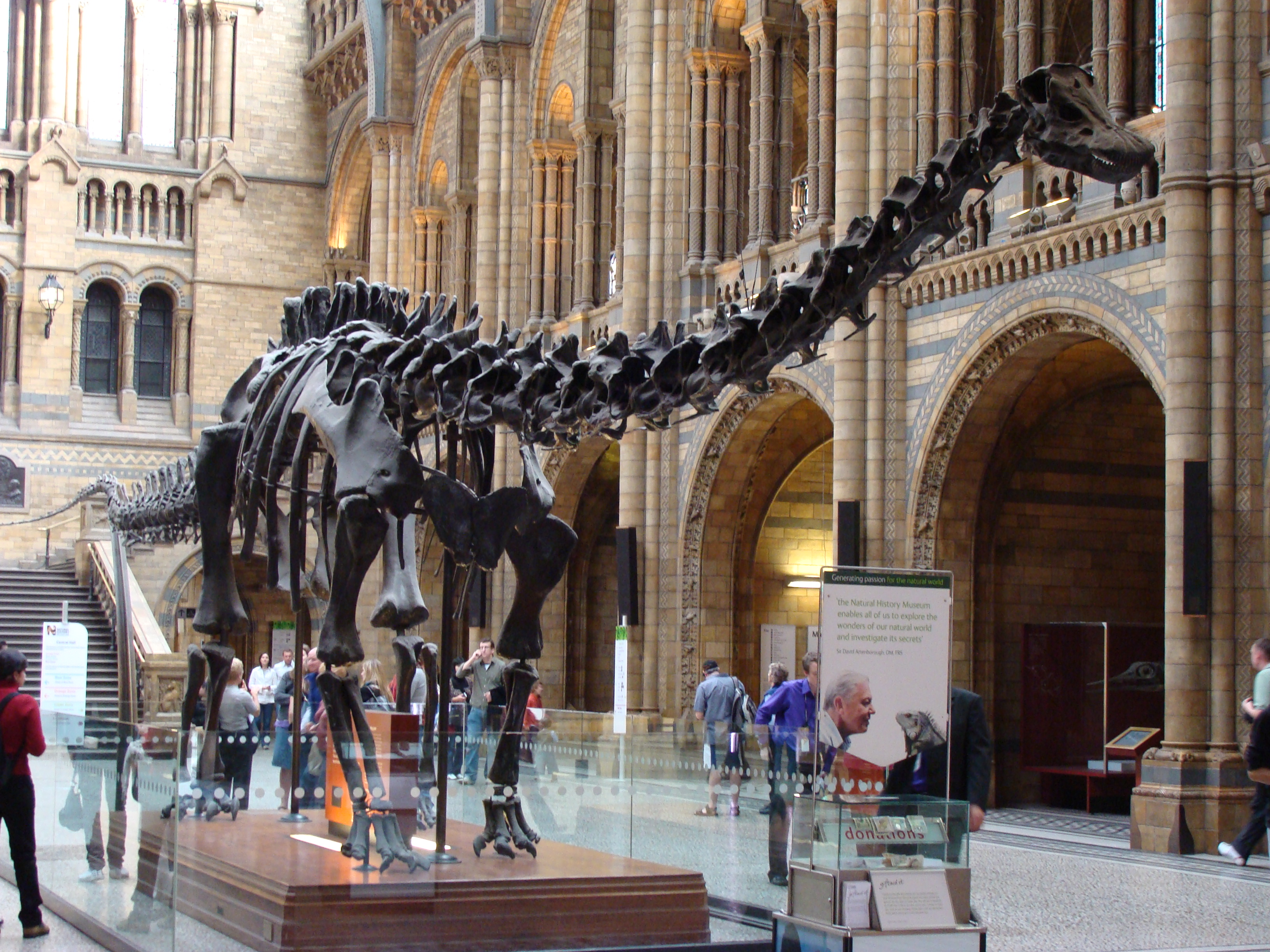
Dippy a la Sala Hintze del Museu d'Història Natural el 2008

Una de les exposicions més famoses i, sens dubte, més destacades, anomenada Dippy, és una rèplica de 32 m d'un esquelet de Diplodocus carnegii que va estar exposat durant molts anys a la sala central. Va ser regalat per l'industrial escocès-estatunidenc Andrew Carnegie, després d'una discussió amb el rei Eduard VII, aleshores gran síndic del Museu Britànic. Carnegie va pagar 2.000 £ (equivalent a 229.250 £ del 2021), copiant l'original del Museu Carnegie d'Història Natural. Les peces es van enviar a Londres en 36 caixes, i el 12 de maig de 1905, l'exposició es va presentar amb gran interès del públic i dels mitjans de comunicació. El fòssil encara s'havia de muntar, ja que el Museu Carnegie de Pittsburgh encara s'estava construint per allotjar-lo. A mesura que es va estendre la notícia de Dippy, Carnegie va pagar per fer-ne còpies addicionals per a la seva exhibició a la majoria de les principals capitals europees i a Amèrica Central i del Sud, fent de Dippy l'esquelet de dinosaure més vist del món. El dinosaure es va convertir ràpidament en una representació icònica del museu i ha aparegut en molts dibuixos animats i altres mitjans, inclosa la comèdia de Disney de 1975 One of Our Dinosaurs Is Missing. Després de 112 anys exposada al museu, la rèplica del dinosaure es va retirar a principis del 2017 per ser substituïda per l'esquelet real d'una balena blava jove, un esquelet de 128 anys anomenat Hope. Dippy va fer una gira per uns quants museus britànics a partir del 2018 i va acabar el 2020 a la catedral de Norwich.

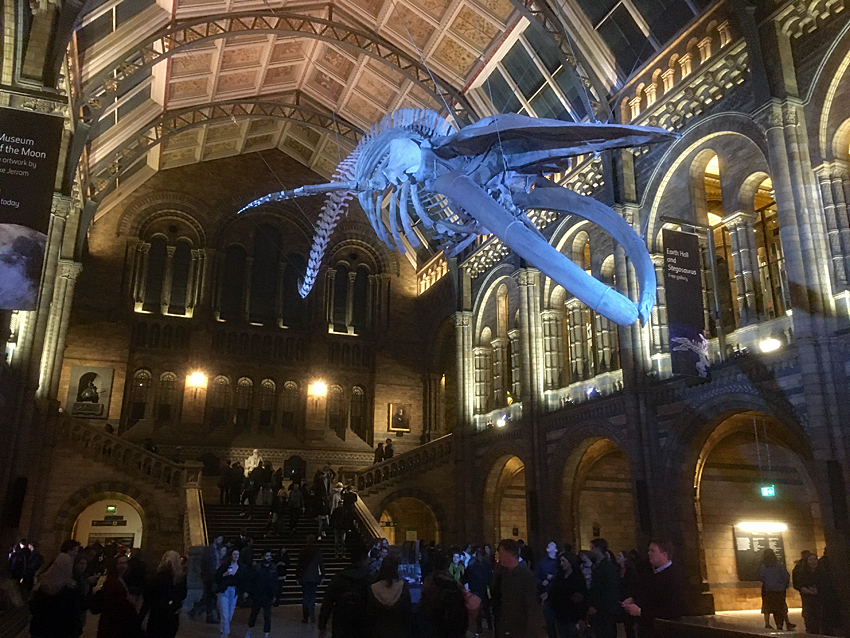
Esquelet de balena, anomenada Hope, a la Sala Hintze

L'esquelet de la balena blava, Hope, que ha substituït Dippy, és una altra mostra destacada al museu. La mostra de l'esquelet, uns 25 m de llarg i 4,5 tones de pes, només es va fer possible l'any 1934 amb la construcció del New Whale Hall (actual 'galeria Mammals (model de balena blava)'). La balena havia estat enterrada durant 42 anys als bancs de sorra a la desembocadura del port de Wexford, Irlanda el març de 1891 després de ser ferida pels baleners. En aquell moment, es va mostrar per primera vegada a la galeria Mammals (balena blava), però ara ocupa un lloc d'orgull a la sala Hintze del museu. La discussió sobre la idea d'una maqueta a mida natural també va començar al voltant de 1934, i es va dur a terme el treball dins del mateix Whale Hall. Atès que es considerava que agafar un motlle d'un animal tan gran era prohibitiu, es van utilitzar models a escala per unir meticulosament l'estructura. Durant la construcció, els treballadors van deixar una trampa dins de l'estómac de la balena. Abans que la porta fos tancada i segellada per sempre, es van col·locar unes monedes i una guia telefònica a dins, que aviat es va convertir en una llegenda urbana d'una càpsula del temps a dins. L'obra es va acabar, íntegrament dins la sala i a la vista del públic, l'any 1938. En aquell moment era el model d'aquest tipus més gran del món, amb uns 30 m de llargada. Els detalls de la construcció van ser manllevats posteriorment per uns quants museus estatunidencs, que van ampliar els plans encara més. El treball implicat per eliminar Dippy i substituir-lo per Hope es va documentar en un especial de la BBC Television, Horizon: Dippy and the Whale, narrat per David Attenborough, que es va emetre per primera vegada a BBC Two el 13 de juliol de 2017, el dia abans que Hope es va presentar a exhibició pública.
El Centre Darwin acull l'Archie, un calamar gegant de 8,62 metres de llarg capturat viu en una xarxa de pesca prop de les Illes Malvines el 2004. El calamar no s'exhibeix generalment, sinó que s'emmagatzema al soterrani de l'edifici de la Fase 1. En arribar al museu, l'exemplar es va congelar immediatament mentre començaven els preparatius per al seu emmagatzematge permanent. Com que existeixen pocs exemples complets i raonablement frescos de l'espècie, es va triar l'emmagatzematge humit, deixant el calamar sense disseccionar. Es va construir un dipòsit acrílic de 9,45 metres (pel mateix equip que proporciona tancs a Damien Hirst), i el cos es va conservar amb una barreja de formaldehid i sèrum fisiològic.
El museu guarda les restes i els ossos de la balena del riu Tàmesi, una zífid cap d'olla boreal que es va perdre el 20 de gener de 2006 i va nedar fins al Tàmesi. Encara que es fa servir principalment amb finalitats d'investigació, i es manté al lloc d'emmagatzematge del museu a Wandsworth.
Dinocochlea, un dels misteris més antics de la paleontologia (originalment es pensava que era una closca de gasteròpode gegant, després un copròlit i ara una concreció del túnel d'un cuc), forma part de la col·lecció des del seu descobriment el 1921.
El museu manté un jardí de vida salvatge a la seva gespa oest, on es va descobrir una espècie potencialment nova d'insectes semblant a Arocatus roeselii el 2007.

## Galeries
El museu es divideix en quatre conjunts de galeries o zones, cadascuna codificada per colors per seguir un tema.

### Zona Roja

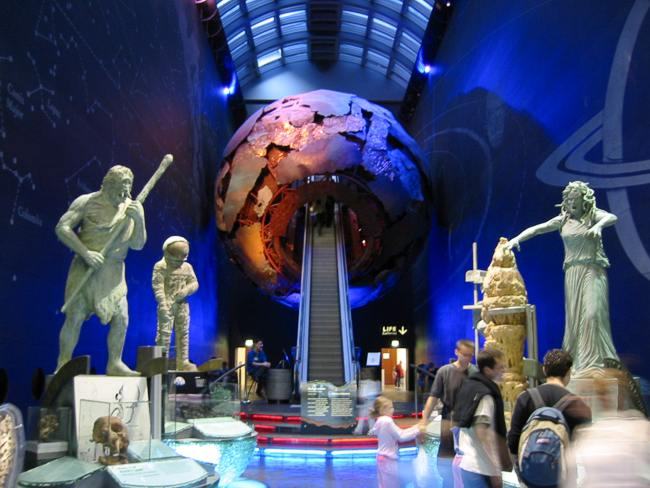
L'entrada a les Galeries de la Terra, dissenyada per Neal Potter

Aquesta és la zona a la qual s'hi pot accedir des de l'Exhibition Road, al costat est de l'edifici. És una galeria temàtica al voltant de la història canviant de la Terra.
El Tresor de la Terra mostra exemplars de roques, minerals i pedres precioses darrere d'un vidre en una galeria poc il·luminada. Lasting Impressions és una petita galeria que conté exemplars de roques, plantes i minerals, dels quals la majoria es poden tocar.
- Sala de la Terra (esquelet d'estegosaure)
- Evolució humana
- El Tresor de la Terra
- Impressions perdurables
- Superfície inquieta
- Des del principi
- Volcans i terratrèmols
- The Waterhouse Gallery (espai d'exposició temporal)

### Zona verda

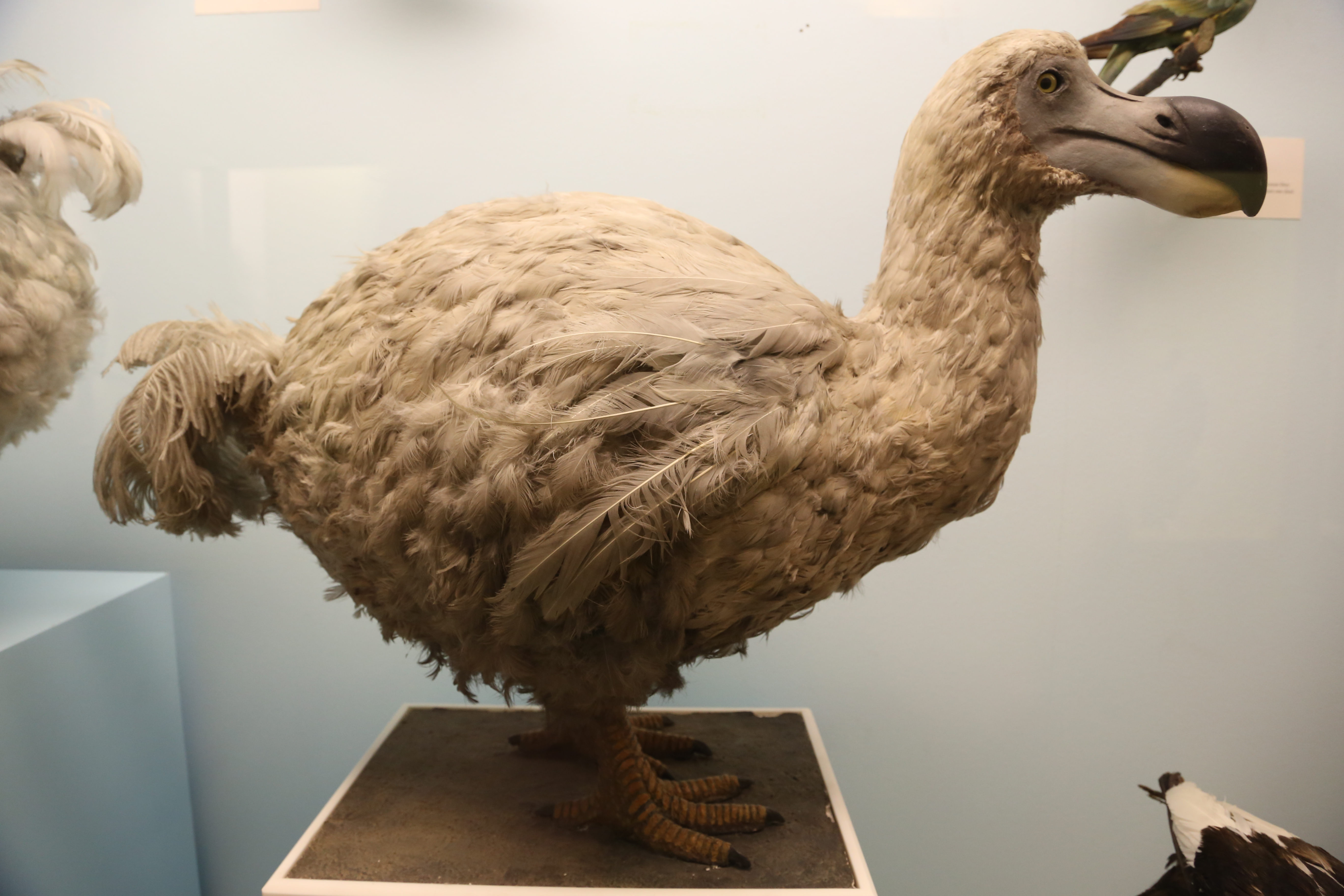
Dodo

S'accedeix a aquesta zona des de l'entrada de Cromwell Road a través del Hintze Hall i segueix el tema de l'evolució del planeta.
- Ocells

- Creepy Crawlies

- Rèptils marins fòssils

- Hintze Hall (antiga Sala Central, amb esquelet de balena blava i sequoia gegant)

- Minerals

- La volta

- Fòssils de Gran Bretanya

- Anning Rooms (espai exclusiu per a socis i mecenes del museu)

- Investigar

- Pavelló Est (espai per a l'exposició del Fotògraf de Vida Silvestre canviant de l'any)

### Zona blava

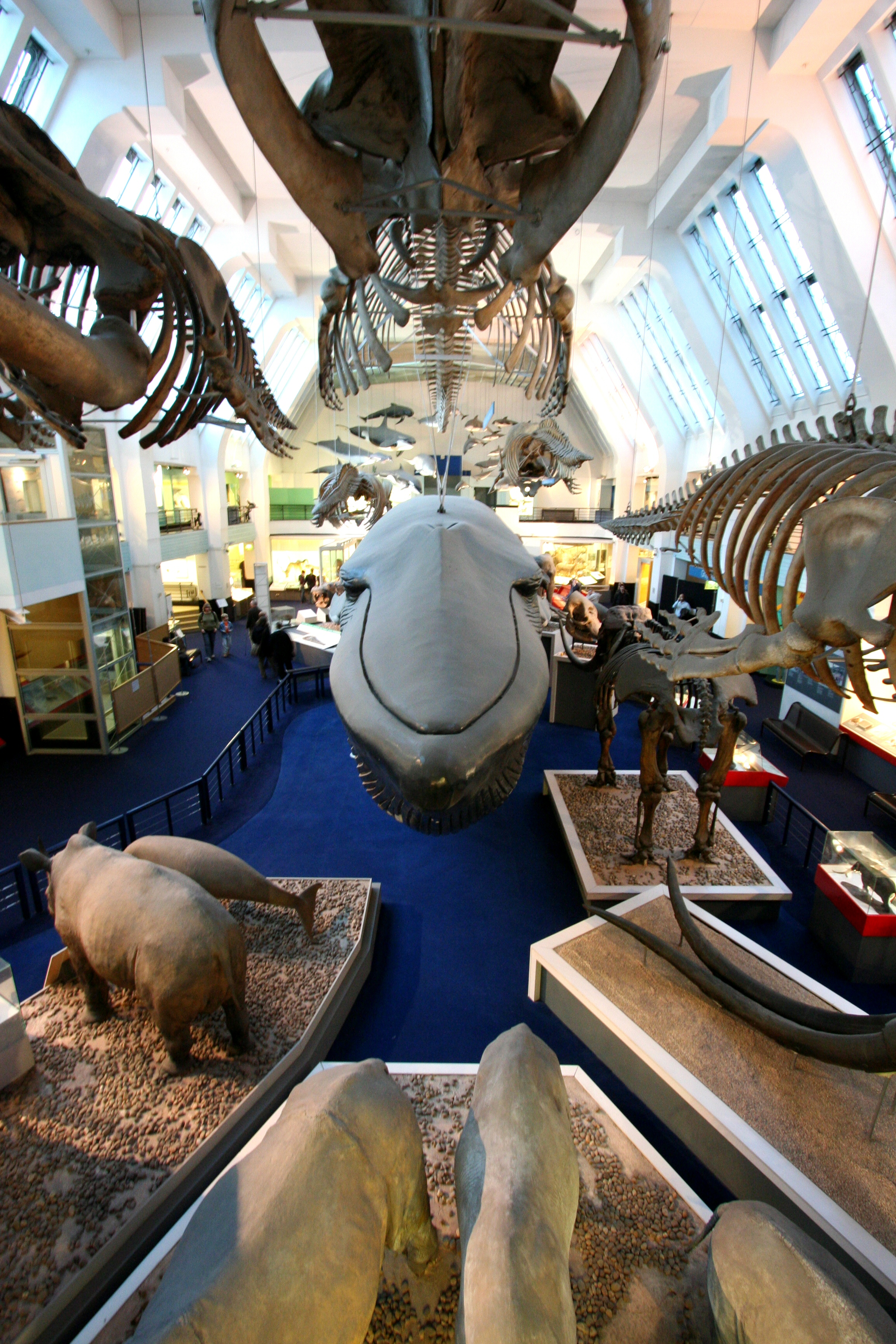
Sala dels grans mamífers

A l'esquerra de la sala Hintze, aquesta zona explora la diversitat de vida al planeta.
- Dinosaures

- Peixos, amfibis i rèptils

- Biologia humana

- Imatges de la Natura

- The Jerwood Gallery (espai d'exposició temporal)

- Invertebrats marins

- Mamífers

- Sala dels mamífers (model de balena blava)

- Tresors a la Galeria Cadogan

### Zona taronja

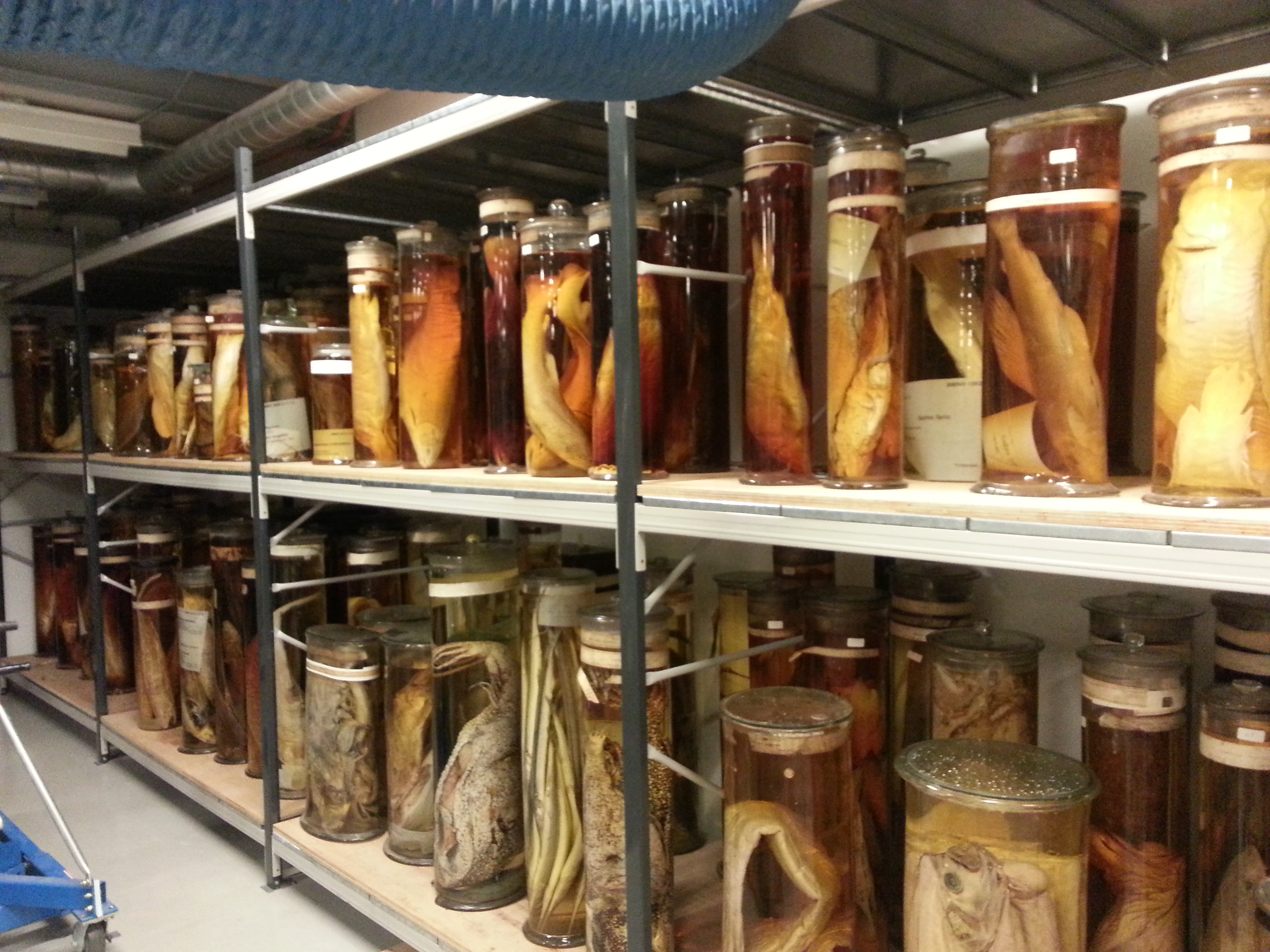
Part de la col·lecció d'esperits

Permet al públic veure la ciència a l'obra i també ofereix espais per a la relaxació i la contemplació. Accessible des de Queens Gate.
- Jardí de la fauna

- Centre Darwin

- Edifici de l'esperit de zoologia

## Punts destacats de la col·lecció
- Meteorit metàl·lic d'Otumpa amb un pes 635 kg, trobat el 1783 a Campo del Cielo, Argentina

- Fragments del Meteorit de Nakhla d'Egipte, el primer meteorit que va suggerir signes d'aigua a Mart

- Latrobe Nugget, un dels cúmuls de cristalls d'or cúbics més grans coneguts

- Mostra de roca lunar de l'Apollo 16 recollida el 1972

- Ostro Stone, pedra preciosa de topazi blau impecable amb un pes de 9.381 quirats, uns 2 kg, el més gran d'aquest tipus al món

- Aurora Pyramid of Hope, una col·lecció de 296 diamants naturals en una gran varietat de colors

- Primeres dents d'Iguanodont descobertes

- Dippy, rèplica de guix dels ossos fossilitzats d'un esquelet de Diplodocus carnegii

- Mantel·lisaure i esquelets de mastodonts americans

- Model animatrònic a mida completa d'un tiranosaure rex

- L'esquelet fòssil d'estegosaure més intacte que s'hagi descobert mai (anomenat Sophie)

- Gran crani d'un Triceratop

- Primer exemplar d’Arqueòpterix descobert, un dels 12 trobats i acceptat generalment pels paleontòlegs com l'ocell més antic conegut.

- Rar esquelet de dodo, reconstruït a partir d'ossos de més de 1.000 anys d'antiguitat

- Únic exemplar supervivent del gavot gegant de les illes britàniques, recollit el 1813 de Papa Westray a les illes Òrcades

- Crani de Broken Hill, crani del Paleolític mitjà ara considerat part d'un Homo heidelbergensis, descobert a la mina de Broken Hill o Kabwe a Zàmbia

- Gibraltar 1 i Gibraltar 2, dos cranis de Neandertal trobats a la pedrera de Forbes a Gibraltar

- Secció transversal d’una sequoia gegant de 1.300 anys d'antiguitat, al museu des de 1893

- Còpia rara de The Birds of America de John James Audubon, que conté il·lustracions d'una gran varietat d'ocells dels Estats Units

- Rara primera edició de Charles Darwin Sobre l'origen de les espècies

## Educació i recerca

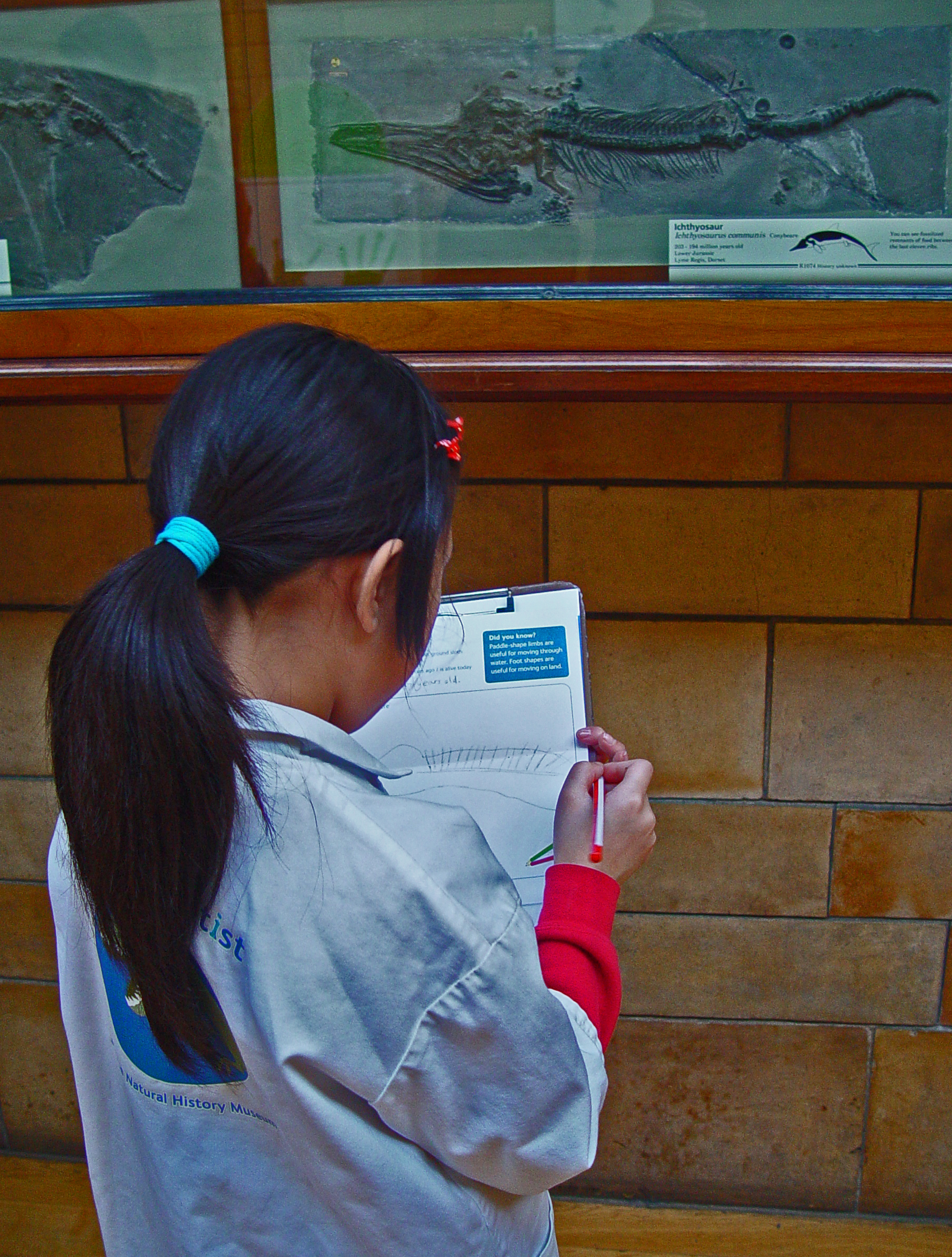
Un jove estudiant al museu

El museu gestiona una sèrie de programes educatius i de participació ciutadana. Aquests inclouen, per exemple, un taller pràctic Com funciona la ciència molt elogiat per a estudiants d'escola que demostra l'ús dels microfòssils en la investigació geològica. El museu també va tenir un paper important a l'hora d'assegurar la designació de la Costa Juràssica de Devon i Dorset com a Patrimoni de la Humanitat per la UNESCO i, posteriorment, ha estat un soci principal dels Festivals de fòssils de Lyme Regis.
L'any 2005, el museu va llançar un projecte per desenvolupar personatges notables de la galeria per patrullar vitrines, com ara "facsímils" de Carl von Linné, Mary Anning, Dorothea Bate i William Smith. Expliquen històries i anècdotes de les seves vides i descobriments i pretenen sorprendre els visitants.
El 2010, es va rodar una sèrie de documentals de la BBC de sis parts al museu titulada Museum of Life que explora la història i els aspectes entre bastidors del museu.
Des del maig de 2001, l'entrada al Museu d'Història Natural és gratuïta per a alguns actes i exposicions permanents. No obstant això, hi ha certes exposicions temporals i espectacles que requereixen una tarifa.
El Museu d'Història Natural combina les col·leccions de ciències de la vida i de la terra del museu amb coneixements especialitzats en taxonomia, sistemàtica, biodiversitat, recursos naturals, ciència planetària, evolució i informàtica per abordar qüestions científiques. El 2011, el museu va liderar la creació d'un grup d'especialistes en borinots de la Unió Internacional per a la Conservació de la Natura, presidit pel Dr. Paul H. Williams, per avaluar l'estat d'amenaça de les espècies de borinots a tot el món utilitzant els criteris de la Llista Vermella.